# Puchar Sześciu Narodów Kobiet 2023
Puchar Sześciu Narodów Kobiet 2023 – dwudziesta druga edycja Pucharu Sześciu Narodów Kobiet, międzynarodowych rozgrywek w rugby union dla żeńskich reprezentacji narodowych. Zawody odbyły się w dniach 25 marca – 29 kwietnia 2023 roku, a zwyciężyła w nich reprezentacja Anglii, która pokonała wszystkich rywali i tym samym zdobyła dodatkowo Wielkiego Szlema.
Wliczając turnieje w poprzedniej formie, od czasów Home Internal Championship i Pucharu Pięciu Narodów, była to dwudziesta ósma edycja tych zawodów.
Harmonogram rozgrywek opublikowano w sierpniu 2022 roku, pozostawiając oddzielne okienko już po zakończeniu turnieju mężczyzn. Sędziowie spotkań zostali wyznaczeni na początku lutego 2023 roku.
Zgodnie z przedturniejowymi przewidywaniami zawody zdominowała reprezentacja Anglii zdobywając Wielkiego Szlema, a najlepszą zawodniczką turnieju została uznana Francuzka Gabrielle Vernier

## Mecze
| 25 marca 202315:15 | Walia | 31:5(26:0) | Irlandia | Cardiff Arms Park, Cardiff Sędzia: Amber McLachlan |
| 25 marca 202315:15 |       | 31:5(26:0) |          | Cardiff Arms Park, Cardiff Sędzia: Amber McLachlan |

| 25 marca 202317:45 | Anglia | 58:7(31:0) | Szkocja | Kingston Park, Newcastle upon Tyne Sędzia: Aimee Barrett-Theron |
| 25 marca 202317:45 |        | 58:7(31:0) |         | Kingston Park, Newcastle upon Tyne Sędzia: Aimee Barrett-Theron |

| 26 marca 202317:00 | Włochy | 12:22(7:15) | Francja | Stadio Sergio Lanfranchi, Parma Sędzia: Maggie Cogger-Orr |
| 26 marca 202317:00 |        | 12:22(7:15) |         | Stadio Sergio Lanfranchi, Parma Sędzia: Maggie Cogger-Orr |

| 1 kwietnia 202316:15 | Irlandia | 3:53(3:27) | Francja | Musgrave Park, Cork Sędzia: Hollie Davidson |
| 1 kwietnia 202316:15 |          | 3:53(3:27) |         | Musgrave Park, Cork Sędzia: Hollie Davidson |

| 1 kwietnia 202318:30 | Szkocja | 22:34(10:12) | Walia | DAM Health Stadium, Edynburg Sędzia: Maggie Cogger-Orr |
| 1 kwietnia 202318:30 |         | 22:34(10:12) |       | DAM Health Stadium, Edynburg Sędzia: Maggie Cogger-Orr |

| 2 kwietnia 202316:00 | Anglia | 68:5(27:5) | Włochy | Franklin’s Gardens, Northampton Sędzia: Kat Roche |
| 2 kwietnia 202316:00 |        | 68:5(27:5) |        | Franklin’s Gardens, Northampton Sędzia: Kat Roche |

| 15 kwietnia 202315:15 | Walia | 3:59(3:19) | Anglia | Cardiff Arms Park, Cardiff Sędzia: Joy Neville |
| 15 kwietnia 202315:15 |       | 3:59(3:19) |        | Cardiff Arms Park, Cardiff Sędzia: Joy Neville |

| 15 kwietnia 202317:45 | Włochy | 24:7(7:0) | Irlandia | Stadio Sergio Lanfranchi, Parma Sędzia: Aurélie Groizeleau |
| 15 kwietnia 202317:45 |        | 24:7(7:0) |          | Stadio Sergio Lanfranchi, Parma Sędzia: Aurélie Groizeleau |

| 16 kwietnia 202316:15 | Francja | 55:0(17:0) | Szkocja | Stade de la Rabine, Vannes Sędzia: Lauren Jenner |
| 16 kwietnia 202316:15 |         | 55:0(17:0) |         | Stade de la Rabine, Vannes Sędzia: Lauren Jenner |

| 22 kwietnia 202315:15 | Irlandia | 0:48(0:27) | Anglia | Musgrave Park, Cork Sędzia: Lauren Jenner |
| 22 kwietnia 202315:15 |          | 0:48(0:27) |        | Musgrave Park, Cork Sędzia: Lauren Jenner |

| 22 kwietnia 202317:45 | Szkocja | 29:21(10:7) | Włochy | DAM Health Stadium, Edynburg Sędzia: Aurélie Groizeleau |
| 22 kwietnia 202317:45 |         | 29:21(10:7) |        | DAM Health Stadium, Edynburg Sędzia: Aurélie Groizeleau |

| 23 kwietnia 202316:15 | Francja | 39:14(29:0) | Walia | Stade des Alpes, Grenoble Sędzia: Clara Munarini |
| 23 kwietnia 202316:15 |         | 39:14(29:0) |       | Stade des Alpes, Grenoble Sędzia: Clara Munarini |

| 29 kwietnia 202314:00 | Anglia | 38:33(33:0) | Francja | Twickenham Stadium Londyn Sędzia: Aimee Barrett-Theron |
| 29 kwietnia 202314:00 |        | 38:33(33:0) |         | Twickenham Stadium Londyn Sędzia: Aimee Barrett-Theron |

| 29 kwietnia 202316:30 | Włochy | 10:36(10:17) | Walia | Stadio Sergio Lanfranchi, Parma Sędzia: Joy Neville |
| 29 kwietnia 202316:30 |        | 10:36(10:17) |       | Stadio Sergio Lanfranchi, Parma Sędzia: Joy Neville |

| 29 kwietnia 202320:30 | Szkocja | 36:10(5:3) | Irlandia | DAM Health Stadium, Edynburg Sędzia: Sara Cox |
| 29 kwietnia 202320:30 |         | 36:10(5:3) |          | DAM Health Stadium, Edynburg Sędzia: Sara Cox |